# Mordechaj Spiegler
Mordechaj Spiegler (* 19. srpna 1944, Soči) známý také pod přezdívkou Motale je bývalý izraelský fotbalista. Hrál za klub Maccabi Netanya, s nímž se stal izraelským šampiónem v letech 1971 a 1978. Na sklonku kariéry se také krátce objevil v Paris Saint-Germain a New York Cosmos, kde hrál i vedle Pelého. Byl třikrát nejlepším střelcem izraelské ligy a pětkrát byl vyhlášen izraelským fotbalistou roku (v letech 1966, 1969, 1970 a 1971). Reprezentoval Izrael na domácím Mistrovství Asie ve fotbale 1964 (mistři), olympiádě v Mexiku (postup do čtvrtfinále) a na Mistrovství světa ve fotbale 1970 také v Mexiku. Zde vstřelil v zápase proti Švédsku, který skončil 1:1, dosud jediný gól Izraelců na MS.
Podle oficiálních statistik FIFA odehrál 57 reprezentačních zápasů a dal v nich 24 branek. Izraelská fotbalová asociace počítá také zápasy za olympijské mužstvo a vychází ji 82 zápasů a 32 gólů. Spiegler byl jako nejlepší izraelský fotbalista všech dob zařazen do výběru UEFA Jubilee 52 Golden Players. Také se umístil na 105. příčce v anketě webu Ynet o 200 největších Izraelců.